# Wilfred Gordon Bigelow
Wilfred Gordon Bigelow (* 18. Juni 1913 in Brandon (Manitoba); † 27. März 2005) war ein kanadischer Herzchirurg.

## Leben
Er war der Sohn des Arztes und Chirurgen Wilfred Abram Bigelow (1879–1966), der in Brandon die erste private Klinik Kanadas gründete.
Bigelow studierte an der University of Toronto, wo er 1935 seinen Bachelorabschluss und 1938 seinen M.D.-Abschluss als Mediziner machte. Es schloss sich 1938 bis 1941 eine Facharztausbildung als Chirurg (Residency) am Toronto General Hospital an. Nach dem Wehrdienst als Chirurg im Zweiten Weltkrieg auf dem europäischen Kriegsschauplatz setzte er 1946–1947 seine Ausbildung in Herzchirurgie bei Richard Bing und Alfred Blalock am Johns Hopkins University Hospital fort. Danach kehrte er ans Toronto General Hospital (TGH) zurück, wo er 1947 als Chirurg begann.
1948 wurde er Associate Professor und später Professor für Chirurgie an der University of Toronto. 1953 wurde er Leiter dritten Abteilung der Allgemeinen Chirurgie am TGH und 1956 bis zu seinem Ruhestand 1977 war er Leiter der Herzchirurgie am TGH. Auch danach arbeitete er dort als Chirurg (Consulting Surgeon). Außerdem leitete er seit 1937 das Cardiovascular Laboratory im Banting Research Institute und war Chirurg am Sunnybrook Hospital und beratender Chirurg am Women´s College Hospital. Am  TGH gründete er 1956 die Cardiovascular Investigative Unit und ab 1958 organisierte er ein Hospital-übergreifendes Ausbildungsprogramm für Herzchirurgie in Toronto.

## Werk
Bigelow war in Kanada ein Pionier im Einsatz der Herzschrittmachertechnologie und ist bekannt für die Einführung von Hypothermie (Unterkühlung) bei der Operation am offenen Herzen. Während der 1940er und 1950er Jahre führte er neue Operationsmethoden in der Herzchirurgie ein und entwickelte sie weiter  wie die nach A. Vineberg benannte Vineberg-Operation oder die Kommissurotomie der Mitralklappen.
1951 entwickelte und testete Bigelow mit J. C. Callaghan und J. A. Hopps vom National Research Council of Canada die ersten Herzschrittmacher (als Notfallmaßnahme bei Herzstillstand zunächst in ihren Hypothermie-Experimenten bei Operationen an Hunden). Techniken der Hypothermie bei Herzoperationen entwickelte er ab 1947 mit Kollegen vom Cardiovascular Laboratory des Banting Research Institute, was 1953 die erste Operation am offenen Herzen beim Menschen ermöglichte. Mit Hopps zusammen gelang Bigelow 1954 die erste äußere Defibrillation bei einem Menschen. Dazu erhielt ein sechs Monate alter Säugling zwei Stromstöße mit 130 Volt. Bigelow schrieb im Ruhestand auch zwei Bücher über Medizingeschichte.

## Mitgliedschaften und Ehrungen
Er war 1967 Präsident der Canadian Federation of Cardiovascular and Thoracic Surgeons, 1968/69 Präsident der Society for Vascular Surgery, 1970–72 Präsident der Canadian Cardiovascular Society, 1956 und 1971 Vizepräsident der International Cardiovascular Society und 1974 Präsident der American Association for Thoracic Surgery.
1959 erhielt er den Gairdner Foundation International Award, ebenso zahlreiche weitere Auszeichnungen wie 1992 die Starr Medal der Canadian Medical Association. Er war Offizier des Order of Canada (1981). 1997 wurde er in die Canadian Medical Hall of Fame aufgenommen. Er war Ehrendoktor der Universität Hamburg (1990) und der University of Toronto und war Ehren-Fellow des  Royal College of Surgeons of England.

## Privates
Er war seit 1941 mit der Krankenschwester Margaret Ruth Jennings verheiratet und hatte vier Kinder. Er war ein passionierter Jäger und Angler und war 1958 bis 1987 Vorsitzender der Nature Conservancy of Canada.

## Schriften
- Cold Hearts: The Story of Hypothermia and the Pacemaker in Heart Surgery. McClelland & Stewart, Toronto 1984. (das Buch gewann 1986 die Hannah Medal der Royal Society of Canada)
- Mysterious Heparin: The Key to Open Heart Surgery. McGraw-Hill Ryerson, Toronto 1990.